# Elvira Jofre
Elvira Victoriano i Aragonès, coneguda amb el nom artístic d'Elvira Jofre (Barcelona, 16 de març de 1915 – íd., 3 de setembre de 1998) va ser una actriu de teatre i de veu catalana.
Era filla d'Antoni Victoriano i Jofre i d' Elvira Aragonès i Codorniu. A mitjan dècada dels anys 20 hom la troba interpretant papers de dama jove per a diversos teatres professionals de Barcelona. Formà part de la companyia catalana instal·lada al teatre Novetats dirigida per Carles Capdevila. Després va constituir companyia amb el seu marit, el també actor Pere Gener, la Companyia Jofre-Gener, a les dècades dels anys 30, 40, 50 i 60 del segle xx.
Molt valorada com a actriu de doblatge, va estar vinculada a l'estudi de la Metro-Goldwyn-Mayer a partir de la dècada del 1940. Va ser la veu d'alguns personatges interpretats per Judy Garland, Elizabeth Taylor —a Beau Brummell o L'arbre de la vida, Rebeca a Ivanhoe, Maggie a La gata sobre la teulada de zinc (1958), Helen Ellswifth-Wills a L'última vegada que vaig veure París, Luisa Durant a Rapsodia— i Grace Kelly —Tracy Samatha Lord a Alta societat (1956), Princesa Alejandra a El cigne, Catherine Knowland a Fuego verde o Linda Nordley a Mogambo (1954), entre d'altres. En català, ha participat en doblatges de sèries emeses per TV3 com Dallas, Carson i Carson, advocats, Magnum i Retorn a Brideshead, així com de pel·lícules com Els Blues Brothers i El príncep i la corista.

## Trajectòria professional
Teatre
- 1924, 14 de novembre. En el paper de Veïna primera a l'obra Fidelitat de Josep Maria de Sagarra. Estrenada al teatre Romea de Barcelona.[5]
- 1925, maig. El partit del diumenge de Valentí Castanys i Alfons Roure. Estrenada al teatre Romea de Barcelona.
- 1925, 9 d'octubre. En el paper de Cinteta, 17 anys a l'obra Seny i amor, amo i senyor d'Avel·lí Artís i Balaguer. Estrenada al teatre Romea de Barcelona.
- 1925, 25 d'octubre. En el paper de La Fada a l'obra L'anell meravellós de Josep Maria Folch i Torres. Estrenada al teatre Romea de Barcelona.
- 1927, 1 d'octubre. Un estudiant de Vic de Josep Maria de Sagarra. Estrenada al teatre Novetats de Barcelona. (en el personatge de Francisqueta.)
- 1928, 28 d'abril. La Llúcia i la Ramoneta de Josep Maria de Sagarra. Estrenada al teatre Novetats de Barcelona. (en el personatge de Carmeta).
- 1928, 30 d'octubre. Les llàgrimes d'Angelina de Josep Maria de Sagarra. Estrenada al teatre Novetats de Barcelona. (en el personatge d'Aurora).
- 1930, 17 d'octubre. La corona d'espines de Josep Maria de Sagarra. Estrenada al teatre Novetats de Barcelona.. (en el personatge d'Aurora).
- 1936, 6 de juny. La nostra Natatxa d'Alejandro Casona. Versió d'Agustí Collado. Estrenada al Teatre Nou (Avinguda del Paral·lel).
- 1969, juliol. Ronyons de recanvi de Joaquim Muntanyola. Estrenada al teatre Talia de Barcelona.

Teatre per televisió
- 1966. Los blancos dientes del perro, d'Eduard Criado, dins l'espai Teatre Català, de Televisió Espanyola.